# Едгар Радулеску
Едгар Радулеску (рум. Edgar Rădulescu; 27 грудня 1890, Бухарест — 1977) — румунський воєначальник, бригадний генерал. Кавалер Лицарського хреста Залізного хреста.

## Біографія
Учасник Першої світової війни. З 12 квітня 1943 по 11 січня 1945 року — командир 11-ї піхотної дивізії. Учасник Сталінградської битви. В 1944 році дивізія билась у складі групи армій «Південна Україна». Після переходу Румунії на бік антигітлерівської коаліції брав участь у кампанії в Угорщині та Чехословаччині, де в січні-лютому і березні-квітні 1945 року командував 2-м корпусом. В травні 1945 року призначений командувачем 4-ю армією.

## Нагороди
- Орден Зірки Румунії, офіцерський хрест (8 червня 1940)
- Орден Корони Румунії, командорський хрест (27 січня 1942)
- Орден Михая Хороброго 3-го класу (13 вересня 1943)
- Залізний хрест 2-го і 1-го класу
- Лицарський хрест Залізного хреста (3 липня 1944)